# Type 93 (siluro)
Il Type 93, Tipo 93 o Modello 93, è stato un siluro pesante, costruito in Giappone negli anni antecedenti la seconda guerra mondiale come mezzo per poter combattere la flotta statunitense controbilanciando la maggior quantità di navi da battaglia avversarie, secondo il rapporto stabilito dal Trattato di Washington.

## Storia
Il siluro passò attraverso un lungo processo di sviluppo, che permise di risolvere i problemi tecnici dovuti innanzitutto alla detonazione prematura, ma alla fine divenne un'arma temibile, usata spesso dai cacciatorpediniere giapponesi soprattutto in battaglie notturne come la battaglia dell'isola di Savo e la battaglia di Tassafaronga.

## Tecnica
Il Tipo 93 era un siluro pesante, ovvero della classe dal diametro da 610 mm, della lunghezza di 9 m per 2 700 kg di peso. Il suo sistema di propulsione impiegava ossigeno puro al posto della consueta aria compressa. Questo consentiva, rispetto agli altri siluri dell'epoca, di bruciare teoricamente fino a 5 volte più combustibile aumentando l'autonomia. Come ulteriore effetto, la scia di bolle veniva ridotta a livelli invisibili rendendo virtualmente impossibile la rivelazione dell'arma e la sua direzione di provenienza.

## Utilizzatori
Giappone
- Marina imperiale giapponese